# 山口那津男
山口那津男（日语：／ Yamaguchi Natsuo，1952年2月5日—），日本政治家，公明黨籍參議院議員（当选3次）。歷任防卫政务次官（第51代），参議院行政監視委員會委員長，公明黨政務調查會長、公明黨代表（第3代）。

## 早年經歷
山口出生於茨城縣那珂郡那珂湊町（今常陸那珂市），并在日立市成長。山口那津男先後就讀於茨城縣立水戸第一高等學校，后畢業於東京大學法學部。1979年，年仅26岁的山口通过了司法考试，1982年3月31日，山口在东京注册成为律师。
1990年，受日后成为公明党代表的神崎武法鼓勵下，山口那津男參加众议院大选，代表公明黨在舊東京都第10區出戰並當選。1993年在新一届大选中在舊東京都第10區成功連任，随后擔任細川内閣的防衛政務次官。1994年为进行在野党的整合，山口跟隨部分公明黨國會議員加入當時新成立新進黨。
1996年，山口那津男在众议院选举代表新進黨出選東京都第17區，但敗於當時代表自民黨的新人平澤勝榮，被迫离开国会众议院。1998年，新進黨解散後，山口与原属公明党的议员重组公明黨。在2000年的选举中，山口再次出選東京都第17區，而且再度对阵自民党的平澤勝榮。然而此时公明党已經加入自民党的执政联盟，因此这次选举被认为是少有的执政党之间的对决而备受关注。
在选举前，平泽一直反对自公两党联合执政，并在选举中不断痛批公明党及其母体创价学会，而山口也决意要雪耻4年前的败绩。但在激烈的选战过后，山口最终还是败于平泽胜荣，而这也成为自公联合后迄今为止唯一的一次选战对决。

## 重返国会
2001年山口改为参加参议院选举，终于在东京都选举区中获胜，其後於第21屆參議院議員選舉成功連任。2008年8月出任公明黨政務調查會長。

### 出任党首
2009年8月，公明黨在众议院选举遭受“政权交代”的逆风影响，所有代表公明黨出選小選舉區的候選人全部落敗，包括時任公明黨代表太田昭宏，而自公联盟也因此而下野，随即太田宣布承擔選舉失敗的责任而辭任公明黨代表。9月8日，公明党召开临时全国代表者会议，山口那津男臨危受命接任党代表（党首）一職。后于2010年和2012年都在無對手情況下成功連任公明黨代表。在山口领导下，公明党在2012年终于在众议院选举中取得9个小选区雪辱，加上比例代表席次共获得31席，并重新与自民党组成联合政府，公明党亦得以重新执政。
2013年1月，山口带领代表团访问中国；1月25日，山口会见了中共中央总书记习近平，并向习近平递交了首相安倍晋三的亲笔信。7月21日，山口那津男带领公明党在第23届参议院议员选举中获得11席，比改选的席次更增加了1席，而山口也在自己的东京选举区成功连任。
2024年9月10日，山口那津男宣佈不會參與下屆黨代表選舉，將於9月28日卸任。